# Magareće godine
Magareće godine es una película dramática bosnia de 1994 dirigida por Nenad Dizdarević. La película fue seleccionada como la entrada de Bosnia a la Mejor Película en Lengua Extranjera en los 67.ª Premios de la Academia, pero no fue nominada.

## Reparto
- Draško Trninić como Brankić
- Sedin Kahriman como Baja
- Igor Bjelan como Dule Dabić
- Esvedin Husić como Krsto Buva
- Milán Lazić como Branko Mandić
- Milenko Lazić como Ranko Mandić
- Biljana Preradović como Zora Tanković
- Sabina Tabić como Zora Kutić